# 第15独立親衛自動車化狙撃旅団 (ロシア陸軍)
第15独立親衛自動車化狙撃旅団（だい15どくりつしんえいじどうしゃかそげきりょだん、ロシア語: 15-я отдельная гвардейская мотострелковая бригада；略称15 гв.омсбр）は、ロシア陸軍の旅団。第2親衛諸兵科連合軍隷下。赤軍の第76親衛狙撃連隊、ソ連軍の第589親衛自動車化狙撃連隊を前身とし、同連隊の名誉称号「ベルリン」、赤旗勲章、クトゥーゾフ勲章を継承する。

## 歴史

### 第二次世界大戦
- 1941年10月29日：第75海軍狙撃旅団編成
- 1942年3月：第3親衛狙撃旅団に改編
- 1942年4月～5月：第27親衛狙撃師団（第74、第76、第83親衛狙撃連隊、第54親衛砲兵連隊）に改編
- 1945年5月：ベルリンの戦いに参加

### 戦後
戦後は、ライプツィヒ、その後ガレに駐屯。
- 1945年：師団は第21親衛機械化師団に改編され、第76親衛狙撃連隊も第69親衛機械化連隊に改編された。
- 1957年：師団は第21親衛自動車化狙撃師団に改編され、第69親衛機械化連隊も第69親衛自動車化狙撃連隊に改編された。
- 1964年11月：師団は第27親衛自動車化狙撃師団に改称され、第69親衛自動車化狙撃連隊も第243親衛自動車化狙撃連隊に改称された。
- 1991年6月17日：第243親衛自動車化狙撃連隊は、第589親衛自動車化狙撃連隊に改称された。

### ロシア連邦軍
- 1993年2月～5月：沿ドニエストルで平和維持任務遂行
- 1993年11月～1994年5月：1個大隊を沿ドニエストルに派遣
- 1994年9月：米露共同指揮所演習「平和創設-94」に参加
- 1994年11月～1995年5月：1個大隊を沿ドニエストルに派遣
- 1995年11月～1996年6月：2個大隊を沿ドニエストルに派遣
- 1995年12月：株式会社「オレンブルエネルゴ」が連隊の後援団体となる。
- 1996年8月～1997年4月：1個大隊をアブハジアに派遣
- 1997年3月：ドイツ撤収後初めて連隊戦術戦闘射撃演習を実施
- 1997年4月～11月：1個増強大隊をアブハジアに派遣
- 1997年11月～12月：連隊は、師団の編成から外され、兵器・機材保管基地に編入された。
- 2000年5月：第589独立親衛自動車化狙撃連隊再編成。連隊は、北カフカース出身者、特にダゲスタン人から充足された。
- 2001年：トーツキーからサマーラ郊外のロシチンスキーに移動
- 2005年2月1日：連隊に基づき、第15独立親衛自動車化狙撃旅団編成
- 2005年末：契約制（志願制）に完全移行
- 2022年：ロシアのウクライナ侵攻に参加。5月9日、プーチン大統領は旅団の英雄的行為と勇気に対し「衛兵」の名誉称号を与えた。
- 同年6月9日、ウクライナ軍参謀本部は、旅団は兵士1,800名のうち死者約900名、負傷者約400名（旅団の66%）の損失を出し、活動を停止したと報告した[1][2]。

### 兵士による戦争犯罪への追及
2022年2月28日、旅団はキーウ地方のペレモガ村に侵入し、村民5人を射殺。ウクライナ人捕虜2人に対する虐待や拷問を行ない、射殺して地下室に放り込んだという。生存者は「階段で尋問され、殴られた。容赦なく、思いきり殴られた。携帯電話を没収され、兵役の有無や刺青の有無を確認された」と語っている。3月には、ボグダニウカ村で2人の村民を殴打（うち1人は地元の大修道院長）、チェルニーヒウ地域のノヴィ・ビコフ村では地元村民約20人をボイラー室に拘束のうえ拷問し、少なくとも3人を殺害、1人が行方不明となっている。YouTubeにアップロードされていた部隊のプロモーションビデオ・SNSなどの映像と被害者の証言により、司令官マキシム・クラスノシチェコフと副司令官オレクサンドル・ヴァシリエフ、アレクセイ・ブルガコフが特定された。ウクライナの検察庁は、ウクライナ市民の拘留・殺人・失踪について戦争犯罪の訴訟を起こしている。
同年9月1日、ラジオ・リバティはウクライナ保安庁（SBU）が5月に公開した音声の内容の検証結果を公表。捕虜としたウクライナ兵に対する拷問と民間人の家屋への砲撃を行ったとして旅団所属のスタニスラフ・シュマトフを特定し、本人に取材した内容も公開した。シュマトフは、記者の取材に対してウクライナ領で少なくとも1人の民間人に拷問を行って耳を切り落としたうえ、殺害をしたことを自白している。

## 編制
- 3個自動車化狙撃大隊
- 戦車大隊
- 2個砲兵大隊
- 高射ミサイル大隊
- 高射ミサイル・砲兵大隊
- 工兵大隊
- 通信大隊
- 物資保障大隊
- 修理大隊
- 統制・砲兵偵察中隊
- 偵察中隊
- 放射線・化学・生物学防護中隊
- 衛生中隊
- 警備中隊
- 狙撃手小隊

## 装備
- T-72BM x40
- T-72BK x1
- MT-LB x33
- 82mm迫撃砲V14「ポドノス」 x18
- 82mm迫撃砲2B9「ワシリョーク」 x18
- BTR-70/80 x130
- BRDM-2 x4
- 戦闘車9A33BM2（3）「オサ」 x12
- 戦闘車9A34（35）「ストレラ-10」 x6
- 自走高射機関砲2S6M「ツングースカ」 x6